# Lingue dene-caucasiche
Le lingue dene-caucasiche, chiamate anche sinocaucasiche, sono un'ipotetica famiglia linguistica. La lingua di origine di questa superfamiglia, il proto-dene-caucasico, sarebbe stata parlata nell'attuale Uzbekistan circa 12 000 anni fa. La teoria è stata scientificamente formulata dal linguista Sergei Starostin, principalmente sulla base dei lavori di Alfredo Trombetti, Karl Bouda e Edward Sapir. Questa teoria non è universalmente accettata, ma la sua credibilità è confermata dalle ricerche genetiche. Di questa superfamiglia linguistica includerebbe:
- le lingue caucasiche nordorientali (es. il ceceno);
- le lingue vasconiche (delle quali sopravvive solo il basco);
- il ket dello Ienissei, anche erroneamente noto come ostiaco dello Enisej;
- il burushaski parlato dagli Hunza in Pakistan;
- le lingue sinotibetane;
- le lingue na-dene.

## Proposte di alberi della famiglia denecaucasica

### Proposta di Sapir
L'albero della famiglia dene-caucasica e le date approssimate di divergenza (stimate con la glottocronologia) proposte da E. Sapir e colleghi:
1. Lingue dene-caucasiche
1.1. Lingue na-dene/athabascan-eyak-tlingit
1.1.1. Athabaskan-eyak
1.1.1.1. Lingue athabaska
1.1.1.2. Lingua eyak
1.1.2. Lingua tlingit
1.2. Lingue sino-vasconiche
1.2.1. Vasconico
1.2.1.1. Lingua basca
1.2.1.2. Lingua aquitana
1.2.2. Lingue sino-caucasiche
1.2.2.1. Lingua burushaski
1.2.2.2. Caucasico-sino-ienisseiano
1.2.2.2.1. Lingue caucasiche settentrionali
1.2.2.2.1.1. Lingue caucasiche nordorientali
1.2.2.2.1.2. Lingue caucasiche nordoccidentali
1.2.2.2.2. Sino-ienisseiano
1.2.2.2.2.1. Lingue ienisseiane
1.2.2.2.2.2. Lingue sinotibetane

### Proposta di Bengtson
L'attuale punto di vista di J. D. Bengtson, non ancora sottoposto a datazione glottocronologica:
1. Dene-caucasico
1.1. Lingue sinotibetane
1.2. Lingue na-dene
1.2.1. Lingua haida
1.2.2. Athabascan-eyak-tlingit
1.2.2.1. Lingua tlingit
1.2.2.2. Athabascan-eyak
1.2.2.2.1. Lingua eyak
1.2.2.2.2. Lingue athabaska
1.3. Lingue ienisseiane
1.4. Macro-caucasico
1.4.1. Vasconico (vedi sotto)
1.4.2. Caucasico-burushico
1.4.2.1. Lingue caucasiche nordorientali
1.4.2.2. Lingua burushaski

## Sottogruppi

### Vasconico
Questo gruppo comprende la lingua basca, l'estinta lingua aquitana (supponendo che non si trattasse semplicemente di una forma più antica di basco), ed i loro ipotetici antenati linguistici.

#### Indizi di familiarità vasco-caucasica
Molte parole che sono raramente scambiate tra le lingue sono molto simili in basco e nei linguaggi caucasici. Questo è uno degli argomenti più forti che Bengston offre per affermare la posizione del basco all'interno del gruppo denecaucasico.
| Un esempio di comparazaione Vasco-Caucasica | Un esempio di comparazaione Vasco-Caucasica | Un esempio di comparazaione Vasco-Caucasica | Un esempio di comparazaione Vasco-Caucasica | Un esempio di comparazaione Vasco-Caucasica | Un esempio di comparazaione Vasco-Caucasica | Un esempio di comparazaione Vasco-Caucasica | Un esempio di comparazaione Vasco-Caucasica | Un esempio di comparazaione Vasco-Caucasica | Un esempio di comparazaione Vasco-Caucasica |
| Significato                                 | Basco                                       | Dargwa                                      | Proto-Dargwa                                | Ceceno                                      | Khinalug                                    | Lak                                         | Tabasarano                                  | Udi                                         | Proto-Caucasico                             |
| ------------------------------------------- | ------------------------------------------- | ------------------------------------------- | ------------------------------------------- | ------------------------------------------- | ------------------------------------------- | ------------------------------------------- | ------------------------------------------- | ------------------------------------------- | ------------------------------------------- |
| Io                                          | ni /ni/                                     | ну /nu/                                     | */nu/                                       | –                                           | –                                           | на /na/                                     | –                                           | –                                           | */nɨ̆/                                       |
| tu                                          | hi /hi/, /i/                                | хIу /ħu/                                    | */ħu/                                       | хьо /ħo/                                    | /oχ/                                        | –                                           | –                                           | гъун /hu-n/                                 | */ʁwVː/                                     |
| noi                                         | gu /gu/                                     | ха /xːa/                                    | */xːa/                                      | тхо /tχo/                                   | /ki-n/                                      | –                                           | ухьу /uxu/                                  | ян /ja-n/                                   | */ɮæː/                                      |
| voi                                         | zu /su/                                     | ша /ʃːa/                                    | */nu-ʃːa/                                   | шу /ʃu/                                     | /zu-r/                                      | зу /zu/                                     | учьу /ut͡ʃʷu/                                | ван /va-n/                                  | */zʲwĕ/                                     |
| cosa?                                       | ze-r /ser/                                  | се /se/                                     | */s(ː)e/                                    | стэ(н) /steː(n)/                            | –                                           | сса- /sːa-/                                 | –                                           | –                                           | */s_aːj/                                    |
| due                                         | bi /bi/                                     | кьи /kʷ̕i/                                   | */kʷ̕i/                                      | –                                           | /k̕u/                                        | кIиа /k̕i-a/                                 | кьу /q̕u/                                    | па /pa/                                     | */q̕Hwæː/                                    |
| fuoco                                       | su /ɕu/                                     | цIа /t͡s̕a/                                   | */t͡s̕a/                                      | цIэ /t͡s̕e/                                   | /t͡ʃ̕æ/                                       | цIу /t͡s̕u/                                   | цIа /t͡s̕a/                                   | а- /a-/                                     | */t͡s̕ăjɨ̆/                                    |
| fame                                        | gose /goɕe/                                 | гаши /gaʃi/                                 | */kːaʃi/                                    | –                                           | –                                           | ккаши /kːaʃi/                               | гаш /gaʃ/                                   | –                                           | */gaʃeː/                                    |

Note:
Dargwa, ceceno, khinalug, lak, tabasaran e udi sono tutte lingue caucasiche nordorientali. Il proto-dargwa è l'antenato ricostruito del dargwa, mentre il proto-caucasico è l'ultimo comune antenato ricostruito di tutte le lingue caucasiche dell'ovest e dell'est conosciute. Per convenzione un asterisco segna le parole ricostruite. "V" è una vocale incerta, "H" una consonante glottale o epiglottale incerta. I trattini indicano che nessuna forma comparabile alla parola basca è stata trovata nella lingua.

### Sino-caucasico
I termini dene-caucasico, sino-dene e sino-caucasico sono spesso confusi. Mentre i primi due sono effettivamente sinonimi, l'ultimo è generalmente considerato una loro sottobranca. Il sino-caucasico consisterebbe quindi dei rami caucasico nordorientale, sino-tibetano, ienisseiano e burushaski. Una semplificazione delle corrispondenze proposte è la seguente:
| Corrispondenze Fonetiche Sino-Caucasiche (Trascrizione originale) | Corrispondenze Fonetiche Sino-Caucasiche (Trascrizione originale) | Corrispondenze Fonetiche Sino-Caucasiche (Trascrizione originale) | Corrispondenze Fonetiche Sino-Caucasiche (Trascrizione originale) | Corrispondenze Fonetiche Sino-Caucasiche (Trascrizione originale) |
| Fonemi                                                            | Caucasico                                                         | Sino-tibetano                                                     | Ienisseiano                                                       | Burushaski                                                        |
| ----------------------------------------------------------------- | ----------------------------------------------------------------- | ----------------------------------------------------------------- | ----------------------------------------------------------------- | ----------------------------------------------------------------- |
| a                                                                 | a                                                                 | e, a, ǝ                                                           | a (ɔ), e (ä), ǝ                                                   |                                                                   |
| ä                                                                 | ä                                                                 | a, i                                                              | e (ä), ǝ                                                          |                                                                   |
| e                                                                 | e, i                                                              | a, ǝ                                                              | a, e (ä), ǝ                                                       |                                                                   |
| ǝ                                                                 | ǝ, ɨ                                                              | a                                                                 | a, ǝ                                                              |                                                                   |
| i                                                                 | i, e                                                              | e, i                                                              | i                                                                 |                                                                   |
| ɨ                                                                 | ɨ, ǝ                                                              | ɨ, i                                                              | i, ɨ                                                              |                                                                   |
| o                                                                 | o                                                                 | (i)ǝ, a                                                           | u, ǝ                                                              |                                                                   |
| u                                                                 | o, u                                                              | u                                                                 | o (ɔ), u                                                          |                                                                   |
| ʔ                                                                 | ʔ                                                                 | ʔ/0                                                               | ʔ-, j; ʔw > h/x                                                   | 0/h/j                                                             |
| ʡ                                                                 | ʡ                                                                 | 0, ʡw > qʷ                                                        | ʔ-, j, 0; ʡw > h/x                                                | 0/h/j                                                             |
| ʕ                                                                 | ʕ                                                                 | ʔ/0;ʕw > ʔʷ                                                       | ʔ; ʔw > h/x                                                       | 0/h/j                                                             |
| h                                                                 | h                                                                 | ɣ; hw > ʔʷ, w                                                     | ʔ-, j; hw > h/x                                                   | 0/h/j                                                             |
| ħ                                                                 | ħ                                                                 | ʔ/0                                                               | ʔ-, j; ħw > h/x                                                   | 0/h/j                                                             |
| ɦ                                                                 | ɦ                                                                 | q?                                                                | ʔ-, w-, j                                                         |                                                                   |
| p                                                                 | p                                                                 | ph, -p                                                            | p                                                                 | ph-, p                                                            |
| ṗ                                                                 | ṗ, b                                                              | p-, -p                                                            | b                                                                 | p                                                                 |
| b                                                                 | b                                                                 | p, ph, -p                                                         | p                                                                 | b                                                                 |
| m                                                                 | m                                                                 | m                                                                 | b-/p-/w-, m                                                       | m                                                                 |
| xm ?                                                              | f                                                                 | m                                                                 | w-                                                                |                                                                   |
| w                                                                 | w (u̯)                                                             | w/0                                                               | 0-, w/0                                                           | b-, 0(u)                                                          |
| t                                                                 | t                                                                 | th, -t                                                            | d                                                                 | th                                                                |
| ṭ                                                                 | ṭ                                                                 | t, -t                                                             | d                                                                 | t, ṭ (ḍ)                                                          |
| d                                                                 | d                                                                 | t, th, -t                                                         | t                                                                 | t, ṭ (ḍ)                                                          |
| n                                                                 | n                                                                 | n                                                                 | d-, n                                                             | n                                                                 |
| r                                                                 | r                                                                 | r                                                                 | ʔ-/t-, r, r1                                                      | d-, r                                                             |
| k                                                                 | k                                                                 | k-, -k                                                            | g, -k-                                                            | k(h)                                                              |
| ḳ                                                                 | ḳ                                                                 | kh, gh, -k                                                        | g-, -k, -g-                                                       | k                                                                 |
| g                                                                 | g                                                                 | k-, -k                                                            | k                                                                 | g                                                                 |
| x                                                                 | x                                                                 | ẋ-, -0                                                            | x, ẋ ˜ G                                                          | h                                                                 |
| ɣ                                                                 | ɣ                                                                 | g                                                                 | q ˜ ẋ                                                             |                                                                   |
| ŋ                                                                 | n                                                                 | ŋ                                                                 | b-, ŋ                                                             | 0-, ŋ                                                             |
| xŋ ?                                                              | x                                                                 | ŋ                                                                 |                                                                   |                                                                   |
| ŋw                                                                | m                                                                 | ŋ                                                                 | b-, ŋ                                                             | m-, -n/-m                                                         |
| xŋw                                                               | f                                                                 | ŋ                                                                 | b-, ŋ                                                             | h-                                                                |
| xg                                                                | g                                                                 | k˜q, -ŋ, -k                                                       | q, x, ẋ                                                           | g                                                                 |
| xk                                                                | ẋ                                                                 | k-,-k                                                             | q-, q/G (ʔẋ)                                                      | h-,-q-,-ɣ                                                         |
| xḳ                                                                | ḳ                                                                 | k-, kh- ˜ gh- ˜ qh-, -k                                           | q, G, ẋ                                                           | qh, ɣ, -q                                                         |
| c                                                                 | c                                                                 | ch/s, -t                                                          | s                                                                 | s                                                                 |
| c̣                                                                 | c̣                                                                 | C, -t                                                             | c, s                                                              | ś- ˜ ṣ-, s                                                        |
| ʒ                                                                 | ʒ                                                                 | ch, ʒh                                                            | ʒ, s                                                              | s                                                                 |
| s                                                                 | s                                                                 | s (/ch), -0                                                       | s, d-(Vʔ)                                                         | d-, s                                                             |
| z                                                                 | z                                                                 |                                                                   | ʒ                                                                 | ʒ́                                                                 |
| ć                                                                 | ć                                                                 | ć, ʒ́h, -t                                                         | ǯ-, s                                                             | s/ś, ć/c̣, -ź                                                      |
| ć̣                                                                 | ć̣                                                                 | ć, ʒ́h, ś, -t                                                      | s, c                                                              | ć(h), ʒ́/ʒ̣, -ź                                                     |
| ʒ́                                                                 | ʒ́                                                                 | ć, -t                                                             | s, ǯ                                                              | ʒ́-/ʒ̣-, s/ś                                                        |
| ś                                                                 | ś                                                                 | s (/ch), -0                                                       | s, d-(Vʔ)                                                         | d-, ś/ṣ(V́)                                                        |
| ź ?                                                               | ź                                                                 |                                                                   | ǯ                                                                 |                                                                   |
| ŕ                                                                 | r                                                                 | rj1, r                                                            | ŕ                                                                 | d-, r                                                             |
| ń                                                                 | n                                                                 | ń-, ŋ                                                             | ń, n                                                              | n                                                                 |
| j                                                                 | j                                                                 | j                                                                 | j, 0                                                              | j, 0                                                              |
| č                                                                 | č                                                                 | ć, ʒ́h                                                             | č-(/ǯ-), s                                                        | ś/ṣ, ć/c̣, -ź                                                      |
| č̣                                                                 | č̣                                                                 | ć, ʒ́h                                                             | s, č, ǯ                                                           | ś/ṣ, ć/c̣, -ź                                                      |
| ǯ                                                                 | ǯ                                                                 | ć, ʒ́                                                              | ǯ                                                                 | ć/c̣, ʒ́                                                            |
| š                                                                 | š                                                                 | ś-, -0                                                            | s, d-(Vʔ)                                                         | s/ś/ṣ                                                             |
| ƛ                                                                 | ƛ                                                                 | r(..L), -k                                                        | j-, ẋ                                                             | lt-, lt/l                                                         |
| ƛ̣                                                                 | ƛ̣                                                                 | ƛ, l, r(..L), -k/-ŋ                                               | j-, l, ĺ                                                          | lt-, lt/l                                                         |
| Ł                                                                 | Ł                                                                 | ƛ, l, -k                                                          | r, r1                                                             | lt-, lt/l                                                         |
| λ                                                                 | λ                                                                 | l, ƛ                                                              | j-, l, ĺ                                                          | lt- (lṭ-), ld                                                     |
| l                                                                 | l                                                                 | ƛ, -r-, -r                                                        | d-, l ˜ r, r1                                                     | l                                                                 |
| ł                                                                 | ł                                                                 | l-, -ł, -l                                                        | d-, r1, r                                                         | l                                                                 |
| q                                                                 | q                                                                 | qh-, G-, x-, ɣ-; -k/-ŋ                                            | q-, q/G                                                           | q(h), ɣ                                                           |
| q̇                                                                 | q̇                                                                 | Gh-, q; -k, -ŋ                                                    | q-, q/G                                                           | q(h), ɣ                                                           |
| G                                                                 | G                                                                 | q, qh-, [G(h)-], k/-ŋ                                             | x-/ẋ-, q/G                                                        | q(h), ɣ                                                           |
| ẋ                                                                 | ẋ                                                                 | ẋ, ɣ, qhʷ-, -0                                                    | ẋ, x                                                              | h                                                                 |
| ʁ                                                                 | ʁ                                                                 | G-, q-, -j/-w                                                     | ẋ, G                                                              | 0/ɣ                                                               |
| xq                                                                | q                                                                 | k, g, -k                                                          | x, ẋ                                                              | qh, ɣ, -q                                                         |
| xqw                                                               | qw                                                                | k, g, -k                                                          | x, g                                                              | k, g                                                              |
| xq̇                                                                | q̇                                                                 | gh, (k)                                                           | q, ẋ, x                                                           | qh, ɣ                                                             |
| xq̇w                                                               | q̇w                                                                | k, kh                                                             | x, g                                                              | k, g                                                              |
| xG                                                                | G, (ʁ)                                                            | g, kh                                                             | q, ẋ, x                                                           | qh, q                                                             |
| xGw                                                               | Gw                                                                | ghw, kw                                                           | k                                                                 | k, g                                                              |
| sd                                                                | ʒ                                                                 | ? ć ˜ ś ˜ ʒ́h                                                      | t                                                                 | c ( ˜ ch, c̣h)                                                     |
| st                                                                | c                                                                 | ch/s, -t(s), -s                                                   | t                                                                 | c                                                                 |
| sṭ                                                                | c̣                                                                 | ch/s                                                              | t                                                                 | c ( ˜ c̣)                                                          |
| šd                                                                | ǯ                                                                 | ć                                                                 | t                                                                 | ć(h), ʒ́                                                           |
| št                                                                | č, ?ć                                                             | ʒ́                                                                 | t                                                                 | ?                                                                 |
| šṭ                                                                | č̣                                                                 |                                                                   | t                                                                 | ?                                                                 |

La trascrizione è basata sull'uso di Starling.rinet.nu.
| Corrispondenze Fonetiche Sino-Caucasiche (trascrizione IPA) | Corrispondenze Fonetiche Sino-Caucasiche (trascrizione IPA) | Corrispondenze Fonetiche Sino-Caucasiche (trascrizione IPA) | Corrispondenze Fonetiche Sino-Caucasiche (trascrizione IPA) | Corrispondenze Fonetiche Sino-Caucasiche (trascrizione IPA) |
| Fonemi                                                      | Caucasico                                                   | Sino-tibetano                                               | Ienisseiano                                                 | Burushaski                                                  |
| ----------------------------------------------------------- | ----------------------------------------------------------- | ----------------------------------------------------------- | ----------------------------------------------------------- | ----------------------------------------------------------- |
| a                                                           | a                                                           | e,a,ǝ                                                       | a (ɔ), e (æ), ǝ                                             |                                                             |
| æ                                                           | æ                                                           | a, i                                                        | e (æ), ǝ                                                    |                                                             |
| e                                                           | e, i                                                        | a, ǝ                                                        | a, e (æ), ǝ                                                 |                                                             |
| ǝ                                                           | ǝ, ɨ                                                        | a                                                           | a, ǝ                                                        |                                                             |
| i                                                           | i, e                                                        | e, i                                                        | i                                                           |                                                             |
| ɨ                                                           | ɨ, ǝ                                                        | ɨ, i                                                        | i, ɨ                                                        |                                                             |
| o                                                           | o                                                           | (i)ǝ, a                                                     | u, ǝ                                                        |                                                             |
| u                                                           | o, u                                                        | u                                                           | o (ɔ), u                                                    |                                                             |
| ʔ                                                           | ʔ                                                           | ʔ/0                                                         | ʔ-, j; ʔw > h/x                                             | 0/h/j                                                       |
| ʡ                                                           | ʡ                                                           | 0, ʡw > qʷ                                                  | ʔ-, j, 0; ʡw > h/x                                          | 0/h/j                                                       |
| ʕ                                                           | ʕ                                                           | ʔ/0; ʕw > ʔʷ                                                | ʔ; ʔw > h/x                                                 | 0/h/j                                                       |
| h                                                           | h                                                           | ɣ; hw > ʔʷ, w                                               | ʔ-, j; hw > h/x                                             | 0/h/j                                                       |
| ħ                                                           | ħ                                                           | ʔ/0                                                         | ʔ-, j; ħw > h/x                                             | 0/h/j                                                       |
| ɦ                                                           | ɦ                                                           | q ?                                                         | ʔ-, w-, j                                                   |                                                             |
| p                                                           | p                                                           | ph, -p                                                      | p                                                           | ph-, p                                                      |
| p'                                                          | p', b                                                       | p-, -p                                                      | b                                                           | p                                                           |
| b                                                           | b                                                           | p, ph, -p                                                   | p                                                           | b                                                           |
| m                                                           | m                                                           | m                                                           | b-/p-/w-, m                                                 | m                                                           |
| xm ?                                                        | f                                                           | m                                                           | w-                                                          |                                                             |
| w                                                           | w (u̯)                                                       | w/0                                                         | 0-, w/0                                                     | b-, 0(u)                                                    |
| t                                                           | t                                                           | th, -t                                                      | d                                                           | th                                                          |
| t'                                                          | t'                                                          | t, -t                                                       | d                                                           | t, t' (d')                                                  |
| d                                                           | d                                                           | t, th, -t                                                   | t                                                           | t, t' (d')                                                  |
| n                                                           | n                                                           | n                                                           | d-, n                                                       | n                                                           |
| r                                                           | r                                                           | r                                                           | ʔ-/t-, r, r1                                                | d-, r                                                       |
| k                                                           | k                                                           | k-, -k                                                      | g, -k-                                                      | k(h)                                                        |
| k'                                                          | k'                                                          | kh, gh, -k                                                  | g-, -k, -g-                                                 | k                                                           |
| g                                                           | g                                                           | k-, -k                                                      | k                                                           | g                                                           |
| x                                                           | x                                                           | x'-, -0                                                     | x, x' ˜ ɢ                                                   | h                                                           |
| ɣ                                                           | ɣ                                                           | g                                                           | q ˜ x'                                                      |                                                             |
| ŋ                                                           | n                                                           | ŋ                                                           | b-, ŋ                                                       | 0-, ŋ                                                       |
| xŋ ?                                                        | x                                                           | ŋ                                                           |                                                             |                                                             |
| ŋw                                                          | m                                                           | ŋ                                                           | b-, ŋ                                                       | m-, -n/-m                                                   |
| xŋw                                                         | f                                                           | ŋ                                                           | b-, ŋ                                                       | h-                                                          |
| xg                                                          | g                                                           | k ˜ q, -ŋ, -k                                               | q, x, x'                                                    | g                                                           |
| xk                                                          | x'                                                          | k-, -k                                                      | q-, q/ɢ (ʔx')                                               | h-, -q-, -ɣ                                                 |
| xk'                                                         | k'                                                          | k-, kh- ˜ gh- ˜ qh-, -k                                     | q, ɢ, x'                                                    | qh, ɣ, -q                                                   |
| t͡s                                                          | t͡s                                                          | t͡sh/s, -t                                                   | s                                                           | s                                                           |
| t͡s'                                                         | t͡s'                                                         | C, -t                                                       | t͡s, s                                                       | sʲ- ˜ s'-, s                                                |
| d͡z                                                          | d͡z                                                          | t͡sh, d͡zh                                                    | d͡z, s                                                       | s                                                           |
| s                                                           | s                                                           | s (/t͡sh), -0                                                | s, d-(Vʔ)                                                   | d-, s                                                       |
| z                                                           | z                                                           |                                                             | d͡z                                                          | d͡zʲ                                                         |
| t͡sʲ                                                         | t͡sʲ                                                         | t͡sʲ, d͡zʲh, -t                                               | d͡ʒ-, s                                                      | s/sʲ, t͡sʲ/t͡s', -zʲ                                          |
| t͡sʲ'                                                        | t͡sʲ'                                                        | t͡sʲ, d͡zʲh, sʲ, -t                                           | s, t͡s                                                       | t͡sʲ(h), d͡zʲ/d͡z', -zʲ                                        |
| d͡zʲ                                                         | d͡zʲ                                                         | t͡sʲ, -t                                                     | s, d͡ʒ                                                       | d͡zʲ-/d͡z'-, s/sʲ                                             |
| sʲ                                                          | sʲ                                                          | s (/t͡sh), -0                                                | s, d-(Vʔ)                                                   | d-, sʲ/s'(V́)                                                |
| zʲ ?                                                        | zʲ                                                          |                                                             | d͡ʒ                                                          |                                                             |
| rʲ                                                          | r                                                           | rj1, r                                                      | rʲ                                                          | d-, r                                                       |
| nʲ                                                          | n                                                           | nʲ-, ŋ                                                      | nʲ, n                                                       | n                                                           |
| j                                                           | j                                                           | j                                                           | j, 0                                                        | j, 0                                                        |
| t͡ʃ'                                                         | t͡ʃ'                                                         | t͡sʲ, d͡zʲh                                                   | t͡ʃ'-(/d͡ʒ-), s                                               | sʲ/ṣ, t͡sʲ/t͡s', -zʲ                                          |
| t͡ʃ'                                                         | t͡ʃ'                                                         | t͡sʲ, d͡zʲh                                                   | s, t͡ʃ', d͡ʒ                                                  | sʲ/s', t͡sʲ/t͡s', -zʲ                                         |
| d͡ʒ                                                          | d͡ʒ                                                          | t͡sʲ, d͡zʲ                                                    | d͡ʒ                                                          | t͡sʲ/t͡s', d͡zʲ                                                |
| ʃ                                                           | ʃ                                                           | sʲ-, -0                                                     | s, d-(Vʔ)                                                   | s/sʲ/s'                                                     |
| t͡ɬ                                                          | t͡ɬ                                                          | r(..ɮ), -k                                                  | j-, x'                                                      | lt-, lt/l                                                   |
| t͡ɬ'                                                         | t͡ɬ'                                                         | t͡ɬ, l, r(..ɮ), -k/-ŋ                                        | j-, l, lʲ                                                   | lt-, lt/l                                                   |
| d͡ɮ                                                          | d͡ɮ                                                          | t͡ɬ, l, -k                                                   | r, r1                                                       | lt-, lt/l                                                   |
| ɬ                                                           | ɬ                                                           | l, t͡ɬ                                                       | j-, l, lʲ                                                   | lt- (lt'-), ld                                              |
| l                                                           | l                                                           | t͡ɬ, -r-, -r                                                 | d-, l ˜ r, r1                                               | l                                                           |
| ł                                                           | ł                                                           | l-, -ł, -l                                                  | d-, r1, r                                                   | l                                                           |
| q                                                           | q                                                           | qh-, ɢ-, x-, ɣ-; -k/-ŋ                                      | q-, q/ɢ                                                     | q(h), ɣ                                                     |
| q'                                                          | q'                                                          | ɢh-, q; -k, -ŋ                                              | q-, q/ɢ                                                     | q(h), ɣ                                                     |
| ɢ                                                           | ɢ                                                           | q, qh-, [ɢ(h)-], k/-ŋ                                       | x-/x'-, q/ɢ                                                 | q(h), ɣ                                                     |
| x'                                                          | x'                                                          | x', ɣ, qhʷ-, -0                                             | x', x                                                       | h                                                           |
| ʁ                                                           | ʁ                                                           | ɢ-, q-, -j/-w                                               | x', ɢ                                                       | 0/ɣ                                                         |
| xq                                                          | q                                                           | k, g, -k                                                    | x, x'                                                       | qh, ɣ, -q                                                   |
| xqw                                                         | qw                                                          | k, g, -k                                                    | x, g                                                        | k, g                                                        |
| xq'                                                         | q'                                                          | gh, (k)                                                     | q, x', x                                                    | qh, ɣ                                                       |
| xq'w                                                        | q'w                                                         | k, kh                                                       | x, g                                                        | k, g                                                        |
| xɢ                                                          | ɢ, (ʁ)                                                      | g, kh                                                       | q, x', x                                                    | qh, q                                                       |
| xɢw                                                         | ɢw                                                          | ghw, kw                                                     | k                                                           | k, g                                                        |
| sd                                                          | d͡z                                                          | ?t͡sʲ ˜ sʲ ˜ d͡zʲh                                            | t                                                           | t͡s ( ˜ t͡sh, t͡s'h)                                           |
| st                                                          | t͡s                                                          | t͡sh/s, -t(s), -s                                            | t                                                           | t͡s                                                          |
| st'                                                         | t͡s'                                                         | t͡sh/s                                                       | t                                                           | t͡s ( ˜ t͡s')                                                 |
| ʃd                                                          | d͡ʒ                                                          | t͡sʲ                                                         | t                                                           | t͡sʲ(h), d͡zʲ                                                 |
| ʃt                                                          | t͡ʃ', ?t͡sʲ                                                   | d͡zʲ                                                         | t                                                           | ?                                                           |
| ʃt'                                                         | t͡ʃ'                                                         |                                                             | t                                                           | ?                                                           |